# Mchenga eucinostomus
Mchenga eucinostomus är en fiskart som först beskrevs av Regan 1922.  Mchenga eucinostomus ingår i släktet Mchenga och familjen Cichlidae. IUCN kategoriserar arten globalt som livskraftig. Inga underarter finns listade i Catalogue of Life.